# Lista de partidos políticos da Coreia do Sul
Este artigo lista os partidos políticos da Coreia do Sul. O país possui um sistema multipartidário em que os partidos políticos têm a chance de ganhar o poder sozinhos.

## Partidos atuais

### Principais partidos
Atualmente três partidos políticos estão presentes na 19ª Assembleia Nacional:
| Partido | Partido                                                                                                 | Número de Assentos na Assembleia Nacional | Líder        | Posição                  | Observações |
| ------- | --- | ----------------------------------------- | ------------ | ------------------------ | --- |
|         | Partido Saenuri (NFP - Partido da Nova Fronteira) 새누리당 / 새누리黨 Saenuridang                       | 158                                       | Kim Moo-sung | Centro-direita à Direita | ver: Conservadorismo na Coreia do Sul Conservador; anteriormente chamado Grande Partido Nacional.                                    |
|         | Nova Aliança Política para a Democracia (NPAD) 새정치민주연합/ 새政治民主聯合 Saejeongchi Minju Yeonhap | 130                                       | Moon Jae-in  | Centro                   | ver: Liberalismo na Coreia do Sul Liberal; resultou da fusão do Partido Democrático e do minoritário Partido da Nova Visão Política. |
|         | Partido da Justiça 정의당 / 正義黨 Jeongeuidang                                                         | 5                                         | Chun Ho-sun  | Centro-esquerda          | ver: Progressismo na Coreia do Sul Progressista; separado do Partido Progressista Unificado.                                         |

Notas:
1. Todos os dados estão atualizados até 31 de janeiro de 2015.
2. Até 31 de janeiro de 2015, o número total de representantes é de 300.
3. Até 31 de janeiro de 2015, dois representantes são independentes.
4. Até 31 de janeiro de 2015, cinco representantes perderam suas posições devido a várias razões e serão reeleitos pela eleição suplementar marcada para 29 de abril de 2015.

### Partidos extra-parlamentares
- Partido Verde da Coreia
- Partido Trabalhista
- Partido Popular para a Nova Política

## Partidos extintos

Linha do tempo dos principais partidos políticos

### Partidos conservadores
- Aliança Nacional para a Rápida Realização da Independência Coreana (1946-1951)
- Partido da Resistência Coreana (1945–1950)
- Federação Coreana da Independência Nacional (1947-1951)
- Partido Nacional da Coreia (1947-1958)
- Partido Liberal (1951–1960)
- Partido Democrático Republicano (1963–1980)
- Partido Democrático da Unificação (1973–1980)
- Partido da Justiça Democrática (1981–1990)
- Partido Nacional Coreano → Novo Partido Democrático Republicano (1981–1990)
- Partido Democrático Liberal → Partido da Nova Coreia (1990–1997)
- Partido do Povo Unido → Partido Democrático (1992-1995)
- Democratas Liberais Unidos (1995–2006)
- People First Party (2005–2008)
- Partido do Avanço da Liberdade → Partido do Avanço da Unificação (2008-2012)
- Coalizão Pró-Park → Aliança da Esperança Futura (2008-2012)

### Partidos liberais
- Partido Democrático da Coreia → Partido Democrático Nacional (1945-1955)
- Partido Democrático (1955-1961)
- Partido do Regime Civil (1963-1965)
- Partido Democrático (1963-1965)
- Partido Popular → Novo Partido Democrático (1965–1980)
- Partido Democrático da Coreia (1981-1988)
- Novo Partido Democrático da Coreia (1984–1988)
- Partido da Reunificação Democrática (1987–1990)
- Partido para a Paz e Democracia → Partido Democrático Pacífico (1987–1991)
- Partido Democrático (1990–1991)
- Partido Democrático (1991–1995)
- Congresso Nacional para a Nova Política (1995-2000)
- Partido Democrático (1995–1997)
- Partido Democrático do Milênio → Partido Democrático (2000–2008)
- Partido Popular para a Liberdade → Partido Uri (2002–2007)
- Novo Partido Democrático Unido (2007–2008)
- Partido Participação (2010-2011)
- Partido Democrático Unido → Partido Democrático (2008–2011)
- Partido Democrático Unido → Partido Democrático (2011–2014)
- Partido da Nova Visão Política (2014)

### Partidos progressistas
- Comissão Preparatória para a Construção Nacional → Partido Popular da Coreia → Partido Trabalhista Popular (1945-1950)
- Partido dos Trabalhadores da Coreia do Sul (1946-1953)
- Partido Socialista (1951-1953)
- Partido Progressista (1956-1958)
- Partido Democrático Hangyore (1988-1991)
- Partido Popular (1988)
- Partido Popular (1990-1992)
- Vitória Popular 21 → Partido Democrático Trabalhista (1997-2011)
- Partido Progressista Jovem → Partido Socialista → Partido Socialista da Coreia → Partido Socialista (1998–2012)
- Novo Partido Progressista (2008–2012)

### Partidos verdes
- Korea Greens (2004-2008)

### Partidos ilegais/banidos
- Partido Progressista (1956-1958)
- Frente Democrática Nacional Anti-Imperialista (1969-1985)
- Frente Democrática Nacional da Coreia do Sul (1985-2005)
- Partido Democrático Trabalhista + Partido Participação → Partido Progressista Unificado[10] (2011-2014)